# Grande rivière de la Baleine
Grande rivière de la Baleine – rzeka we wschodniej Kanadzie, na północy prowincji Quebec. Jest znana ze swoim sporej populacji białuch.
Grande rivière de la Baleine wypływa z jeziora Saint-Luson w pobliżu zbiornika wodnego Caniapiscau, następnie płynie w kierunku zachodnim aż do ujścia do Zatoki Hudsona w okolicach osady Indian Kri Whapmagoostui oraz osady Inuitów Kuujjuarapik. Jej głównym dopływem jest rzeka Coats.
Rzeka była od wieków nazywana przez Indian Kri Whapmagoostui, w XVIII wieku Brytyjczycy (rzeka leżała na obszarze należącym Kompanii Zatoki Hudsona) nazwali ją Great Whale River. Od czasu przyłączenia dorzecza rzeki do Quebecu w 1912 roku używano tłumaczenia francuskiego angielskiej nazwy. Nazwę tłumaczono jednak najczęściej błędnie, jako Rivière de la Grande Baleine („Rzeka Wielkiego Wieloryba”). Dopiero w 1962 roku Commission de géographie du Québec skorygowała oficjalnie nazwę na dzisiejszą Grande rivière de la Baleine („Wielka Rzeka Wielorybia”).
Około 100 km na północ znajduje się rzeka Petite rivière de la Baleine.